# Zbiralec imen
Zbiralec imen je grozljivka slovenskega pisatelja Miha Mazzinija. Izšel je leta 1993.

## Vsebina
Sredi noči prične po otoku hoditi otrok, ki vsakega mimoidočega vpraša po imenu. Ko dobi ime, dobi tudi identiteto tistega, ki mu je odgovoril. 

## Nagrade
Roman je bil izbran med najboljših pet romanov leta na natečaju Sklada Vladimir Slejko.

## Prevodi
Angleška izdaja je izšla pri Severed Press leta 2009, ISBN: 978-0-9806065-3-9. Prevedla je Maja Visenjak Limon.